# Соколовка (Стерлітамацький район)
Соколо́вка (рос. Соколовка, башк. Соколовка) — присілок у складі Стерлітамацького району Башкортостану, Росія. Входить до складу Первомайської сільської ради.
Населення — 160 осіб (2010; 158 в 2002).
Національний склад:
- чуваші — 92%